# Chris Hegedus

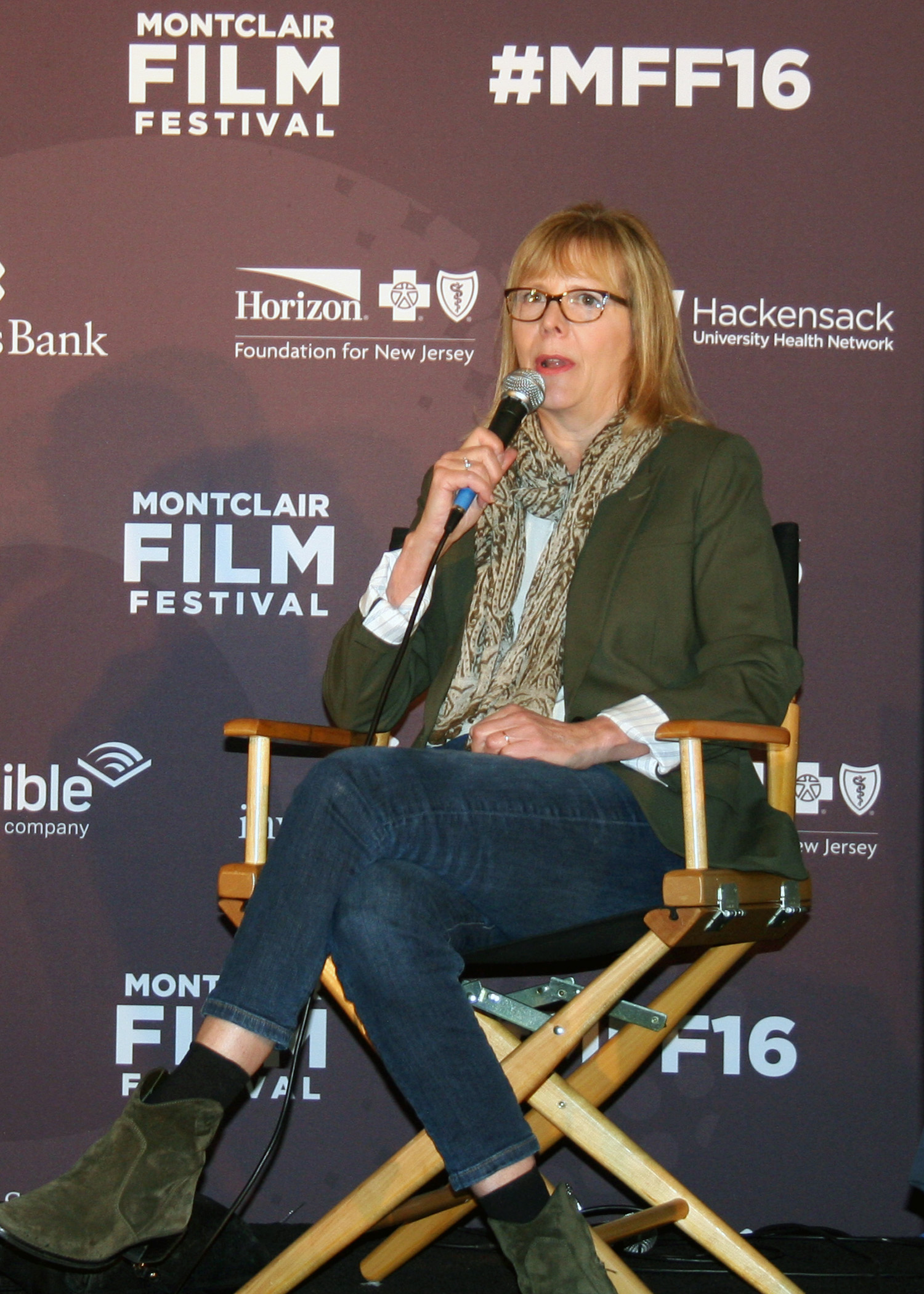
Chris Hegedus

Chris Hegedus (* 23. April 1952) ist eine US-amerikanische Dokumentarfilmerin. Gemeinsam mit ihrem Ehemann D. A. Pennebaker gründete sie das Unternehmen Pennebaker Hegedus Films. Ihr Film Die Kommandozentrale (Originaltitel: The War Room), der hinter die Kulissen von Bill Clintons Präsidentschaftskampagne von 1992 blickt, war bei der 66. Oscarverleihung für den Oscar in der Kategorie Bester Dokumentarfilm nominiert und gewann den National Board of Review Award für den Besten Dokumentarfilm.

## Leben
Hegedus studierte bildende Kunst an der Hartford Art School im US-Bundesstaat Connecticut und machte ihren Abschluss 1973 am Nova Scotia College of Art & Design in Fotografie und Experimentalfilm. Danach zog sie nach Ann Arbor, wo sie als Kamerafrau für das University of Michigan Hospital arbeitete. 1975 bezog sie eine Loft in SoHo und wurde Teil der Künstlerbewegung, die im damals heruntergekommenen Stadtteil New Yorks Pionierarbeit leistete. Sie arbeitete als Kamerafrau für Independent-Filme, darunter Lizzie Bordens feministischen Science-Fiction-Film Born in Flames.
1976 begann ihre langjährige Zusammenarbeit mit dem Dokumentarfilmer D. A. Pennebaker. Hegedus zeigte Interesse am Filmmaterial, das Pennebaker und zwei Kamerakollegen während des Symposiums Dialogue on Women's Liberation am 30. April 1971 in der Town Hall in Manhattan ohne offizielle Genehmigung der Rathausleitung aufgenommen hatten. Weil Pennebaker nicht wusste, wie er die mehr als drei Stunden oft ruckeligen Aufnahmen in einen zusammenhängenden Film verwandeln sollte, landete das Material in einem Regal. Als bekennende Feministin und Bewunderin mehrerer Teilnehmerinnen des Symposiums verdichtete Hegedus die ausgelassene dreieinhalbstündige Veranstaltung geschickt auf fünfundachtzig Minuten. Wie sie 2017 gegenüber der New York Times erklärte, habe sie versucht, die Komik der Veranstaltung, die Ernsthaftigkeit der Auseinandersetzungen und das, was sie als heftigen Flirt zwischen Norman Mailer und Germaine Greer empfand, einzufangen. Den fertigen Film nannte sie nach einer sardonischen Bemerkung von Greer Town Bloody Hall. Der Film kam 1979 in die Kinos. 2017 diente er als Vorlage für das Theaterstück The Town Hall Affair von The Wooster Group.
Hegedus und Pennebaker wurden zu Partnern, die gemeinsam Regie führten, Filme drehten und schnitten – sie heirateten 1982. Von Anfang an standen Kurz- und Spielfilme über Musik im Mittelpunkt der Unternehmungen von Pennebaker Hegedus Films. Mit dem Kurzfilm zu Randy Newmans Song Baltimore aus dem Jahr 1979 gestalteten sie einen Vorläufer zum wenig später durch den Fernsehsender MTV popularisierten Musikvideo. Im Jahr 1989 veröffentlichten sie für Warner Music den Kinofilm Depeche Mode: 101. In einem Stil, der später in der TV-Reality-Serie Real Life populär wurde, folgt der Film der beliebten englischen Band Depeche Mode und einem Bus voller Fans quer durch das Land zu ihrem letzten Rose Bowl-Konzert. Der Fernsehfilm Searching For Jimi Hendrix zeigt elf Musikerinnen und Musiker, darunter Los Lobos, Laurie Anderson, Chuck D und Rosanne Cash, die Jimi Hendrix in ihrem eigenen Stil interpretieren. Im Jahr 2000 drehten Hegedus und Pennebaker für Miramax Films Only the Strong Survive, eine Hommage an Stax Records und die goldene Ära des Soul mit Isaac Hayes, Wilson Pickett, Rufus Thomas, Sam Moore, Mary Wilson von den Supremes, Jerry Butler und anderen. Down From the Mountain, der 2001 erschienene Konzertfilm zum Film der Coen-Brüder, O Brother, Where Art Thou? zeigt einige der talentiertesten Bluegrass-Künstlerinnen unserer Zeit, darunter Emmylou Harris, Alison Krauss und Gillian Welch.
Im Jahr 2001 wurde Chris Hegedus mit dem prestigeträchtigen Directors Guild of America Award für Startup.com ausgezeichnet, eine intime Buddy-Story, die während des ersten Internet-Booms gedreht wurde. Hegedus hatte das Projekt zu einer Zeit initiiert, in der junge Tekkies und Risikokapitalgeber in SoHo Einzug hielten. Sie lernte die Co-Regisseurin Jehane Noujaim kennen, die noch keine Filme gemacht hatte, aber einen guten Zugang hatte.
Ihr HBO-Special Elaine Stritch at Liberty aus dem Jahr 2004, gefilmt im Old Vic Theatre in London, gewann einen Primetime Emmy Award.
2016 führten Hegedus und Pennebaker zum letzten Mal gemeinsam Regie bei Unlocking the Cage, einem Film über den Tieranwalt Steven Wise und das Nonhuman Rights Project, das sich für das Persönlichkeitsrecht von Schimpansen einsetzt. Der Film wurde auf dem Sundance Film Festival uraufgeführt, war für einen Emmy Award nominiert und wird auf HBO ausgestrahlt.
Hegedus hat an Universitäten quer über die USA Vorträge über Dokumentarfilm gehalten. Sie unterrichtete acht Jahre lang Filmemachen in Yale und erhielt den dortigen Film Studies Award.

## Filmografie (Auswahl)

### Als Regisseurin
- The Energy War (1977)
- Town Bloody Hall (1979)
- DeLorean über John DeLorean (1981)
- Depeche Mode: 101 (1989)
- Die Kommandozentrale (1993)
- Woodstock Diary (1994)
- Keine Zeit mit Marius Müller-Westernhagen (1996)
- Moon Over Broadway (1997)
- Bessie (1998)
- Down from the Mountain (2000)
- Startup.com (2001)
- Bessie (1998)
- Only the Strong Survive (2002)
- Elaine Stritch: At Liberty (2004)
- Al Franken: God Spoke (2006)
- Chuck Berry: Rock N Roll Music (1992)
- Kings of Pastry (2009)
- Unlocking the Cage (2016)

### Als Editorin
- John Lennon and the Plastic Ono Band: Sweet Toronto (1971)
- Little Richard: Keep on Rockin‘ (1973)
- Town Bloody Hall (1979)
- Rockaby (1982)
- Jimi Plays Monterey (1986)
- Depeche Mode: 101 (1989)
- Die Kommandozentrale (1993)
- Moon Over Broadway (1997)
- Startup.com (2001)
- Al Franken: God Spoke (2006)

### Als Kamerafrau
- Rockaby (1982)
- Born in Flames (1983)
- Depeche Mode: 101 (1989)
- Branford Marsalis: The Music Tells You (1992)
- Kings of Pastry (2009)
- Unlocking the Cage (2016)
- Shoot from the Heart (2021)

## Auszeichnungen
- 1993 National Board of Review Award in der Kategorie Bester Dokumentarfilm für Die Kommandozentrale.
- 2001 Outstanding Directorial Achievement Award der Directors Guild of America für den Film Startup.com.[11]
- Hegedus gewann einen CINE's Golden Eagle Award.
- 2006 wurde sie von der International Documentary Association für ihr Lebenswerk ausgezeichnet.[12]
- 2011 Athena Film Festival Award for Exemplary Directing.